# Distoleon insomnis
Distoleon insomnis är en insektsart som först beskrevs av Walker 1853.  Distoleon insomnis ingår i släktet Distoleon och familjen myrlejonsländor. Inga underarter finns listade i Catalogue of Life.